# Brezovo Brdo
Brezovo Brdo este o localitate din comuna Hrpelje - Kozina, Slovenia, cu o populație de 30 de locuitori.